# Атлас мира
А́тлас ми́ра — крупнейшее картографическое издание, содержащее географическую информацию о рельефе суши и дна морей, гидрографии, населённых пунктах, путях сообщения, почвенно-растительном покрове, географических названиях, политическом устройстве мира и административно-территориальном делении государств.
Структура атласа мира:
- справочные сведения
- общегеографические карты
- указатель географических названий.

Атлас мира в СССР/России выдержал три издания: в 1954 году, в 1967 году и в 1999 году.

## Третье издание
В третьем издании содержание «Атласа мира» было существенно переработано и обновлено. Общегеографические карты занимают 286 страниц и сведены в следующие разделы: Мир, Россия, Европа, Азия, Африка, Северная Америка, Южная Америка, Австралия и Океания, Арктика и Антарктика, Атлантический, Индийский и Тихий океаны. Масштабы основных карт — от 1:1 250 000 до 1:7 500 000. Масштабы некоторых карт отдельных островов, проливов, столиц, крупнейших городов, густонаселённых и важнейших промышленно-экономических районов составляют от 1:25 000 до 1:1 000 000.
Основные карты (с показом отдельных частей материков, государств и районов) даны в нормальной равноугольной конической проекции, карты городов и небольших территорий — в проекции Гаусса — Крюгера.
Рельеф суши обозначен горизонталями, а морского дна — изобатами с послойной окраской по ступеням высот и глубин с указанием отметок высот, глубин и подписей орографических объектов.
Практически одновременно с русским изданием вышло аналогичное издание на английском языке (World Atlas), где для передачи иноязычных географических названий использовались как общепринятые переводы, так и транслитерация на латинской основе.